# Протесты в Болгарии (2020—2021)
Протесты в Болгарии — серия демонстраций, которые проходили с июля 2020 года по апрель 2021 года в Болгарии (главным образом в её столице Софии) и в отдельных городах других стран с большой болгарской диаспорой — в частности, в Лондоне.
Протестное движение было направлено против коррупции и политики правительства Бойко Борисова, находящегося у власти с 2009 года. Стихийные демонстрации были спровоцированы рейдом полиции и прокуратуры 9 июля 2020 года, который был воспринят как нападение на президента Румена Радева, ярого оппонента Борисова. Премьер-министр отказался уйти в отставку, настаивая на том, что «мафия хочет свергнуть его» и что «альтернативы» его правлению нет. Его министры, депутаты и парламентские союзники назвали протестующих «отбросами», «обезьянами» и «стадом», которое должно быть «поставлено на место». Объектом критики протестующих стали правительство Бойко Борисова, правящая коалиция во главе с партией «ГЕРБ», генеральный прокурор Иван Гешев и кмет Софии Йорданка Фандыкова, считающиеся сторонниками Борисова, олигархи Ахмед Доган и Делян Пеевски. Протест начался 9 июля 2020 года. Он был направлен против растущего влияния мафии, коррупции и беззакония в управлении страной.. Ещё одной причиной стал низкий уровень свободы СМИ, по которому Болгария имеет худший показатель в ЕС. О своей поддержке протестующих заявили президент Румен Радев и левые партии Болгарии. Праворадикальная партия «Атака», ранее поддерживавшая правительство, в августе 2020 года тоже перешла на сторону протестующих. По мере того, как в ходе протестов слабели позиции правительства, от него постепенно отмежевалась партия ДПС, лидер которой Ахмед Доган сам стал объектом критики протестующих.

## Предпосылки
Поводом для протестов стала серия событий, связанных с действиями и бездействием исполнительной и судебной власти. Протестующими в основном были молодые люди, за ними не стояла конкретная политическая партия, но протесты поддержало большинство оппозиционных партий.
Несмотря на критику за отсутствие чётких требований и неспособность создать собственные представительные органы, отдалённая цель протестующих — будущее правительство и судебная система, в которой олигарх Делян Пеевский (владелец ряда телеканалов и около 80 % печатных периодических изданий) и почетный председатель ДПС Ахмед Доган не играли бы решающую роль за кулисами. По мнению некоторых аналитиков, эти двое фактически контролировали управление страной.
Ближайшей целью демонстрантов были отставка кабинета министров и генерального прокурора и досрочные выборы, но разные инициаторы добавляли другие требования: ввести дистанционное голосование, созвать Великое национальное собрание, реформировать конституцию, люстрировать бывших коммунистов у власти, модернизировать администрацию, устранить криминальных «братков» как привилегированный слой, повысить уровень свободы слова и другие. Были выдвинуты и требования о привлечении к ответственности тех, кто довёл страну до кризиса, нашедшие отклик в обществе.
Отсутствие организации, которая бы представляла протестующих на требуемых ими выборах, вызывало опасения, что их энергия может быть использована оппозиционными партиями в своих неблаговидных целях. Последующие попытки премьер-министра и лидера партии ГЕРБ Бойко Борисова дистанцироваться от ДПС, формально оппозиционной, были описаны как «кризисный пиар». Утверждения генерального прокурора Ивана Гешева о том, что протесты являются действиями в основном оплачиваемых футбольных агитаторов, которые используются криминальными элементами и некоторыми партиями для достижения своих политических целей, не нашли поддержки в обществе.
Сотни демонстраций прошли в стране и за рубежом, в том числе перед Советом министров, Национальным собранием, офисом Президента, Судебной палатой, а также перед посольствами и консульствами Болгарии, Европейской комиссией, Европейским парламентом и другими. Десятки перекрестков и главных улиц в крупных городах Болгарии, автомагистрали и пограничные контрольно-пропускные пункты периодически блокировались.

## Ход протестов
Одним из событий, вызвавших бурную общественную реакцию, стала акция активистов Демократической Болгарии, транслировавшаяся в прямом эфире в социальных сетях 7 июля. Представители политического союза во главе с Христо Ивановым на лодке добрались до прибрежного пляжа перед резиденцией Ахмеда Догана, расположенной в непосредственной близости от пристани Розенец в Бургасе. Их целью было выяснить, действительно ли соблюдается режим исключительной государственной собственности на окружающий пляж и доступен ли этот пляж для граждан Болгарии. Охранники вытолкали активистов, настаивая на том, что пляж находится в частной собственности, и вызвали полицию.
В тот же день представители Демократической Болгарии призвали президента и премьер-министра установить личности охранников и то, были ли они сотрудниками Службы национальной безопасности, которая в то время охраняла Ахмеда Догана. Они потребовали от прокуратуры возбудить уголовное дело против Догана за нарушение конституции и закона о государственной собственности. Впоследствии генеральный прокурор Иван Гешев заявил СМИ о своем безразличии к инциденту на пляже, где был осквернен государственный флаг.
На следующий день президент подтвердил в своем обращении, что анонимные мужчины в спортивной одежде на самом деле были сотрудниками НСО (Национальной службы охраны), проходившими государственную службу. Он заявил, что не имеет юридических полномочий, чтобы оказывать давление на руководство НСО, в отличие от исполнительной власти в лице премьер-министра Бойко Борисова. Впоследствии он призвал руководство службы снять охрану не только Ахмеда Догана, но и Деляна Пеевского.
9 июля на основании постановления суда прокуратура вошла в здание офиса президента, внутри прошли обыски и выемки. Прокуроров охраняли хорошо вооруженные сотрудники Генеральной прокуратуры. Они публично арестовали двух чиновников из администрации президента. Последний заявил, что правительство Борисова руками прокуратуры сводит с ним политические счёты. Это произошло на фоне пассивности прокуратуры по отношению к серии анонимных скандальных аудио- и видеозаписей и просочившихся в СМИ фотографий, связанных с данными о совершённых преступлениях. Согласно экспертным заключениям из США, все эти записи подлинны и связаны с премьер-министром Борисовым. В этих материалах премьер-министр обвиняется в крайнем цинизме по отношению к болгарским и европейским институтам. Имя генерального прокурора фигурировало и в серьезном коррупционном скандале «Восемь гномов», в котором оказались замешаны старшие мировые судьи и Делян Пеевски. С другой стороны, сбежавший в Дубай олигарх Васил Божков через социальные сети утверждал, что подвергался систематическому рэкету со стороны правительства, чтобы иметь возможность без проблем вести свой бизнес.
Инцидент спровоцировал стихийную демонстрацию перед зданием президента в Софии, где и начались акции протеста. Большинство протестующих составляли студенты, учившиеся в Болгарии и за рубежом, молодые люди с собственным бизнесом или свободными профессиями, молодые семьи. В демонстрациях участвовали, помимо остальных, сторонники президента и некоторых оппозиционных партий, знаменитости из культуры андеграунда.

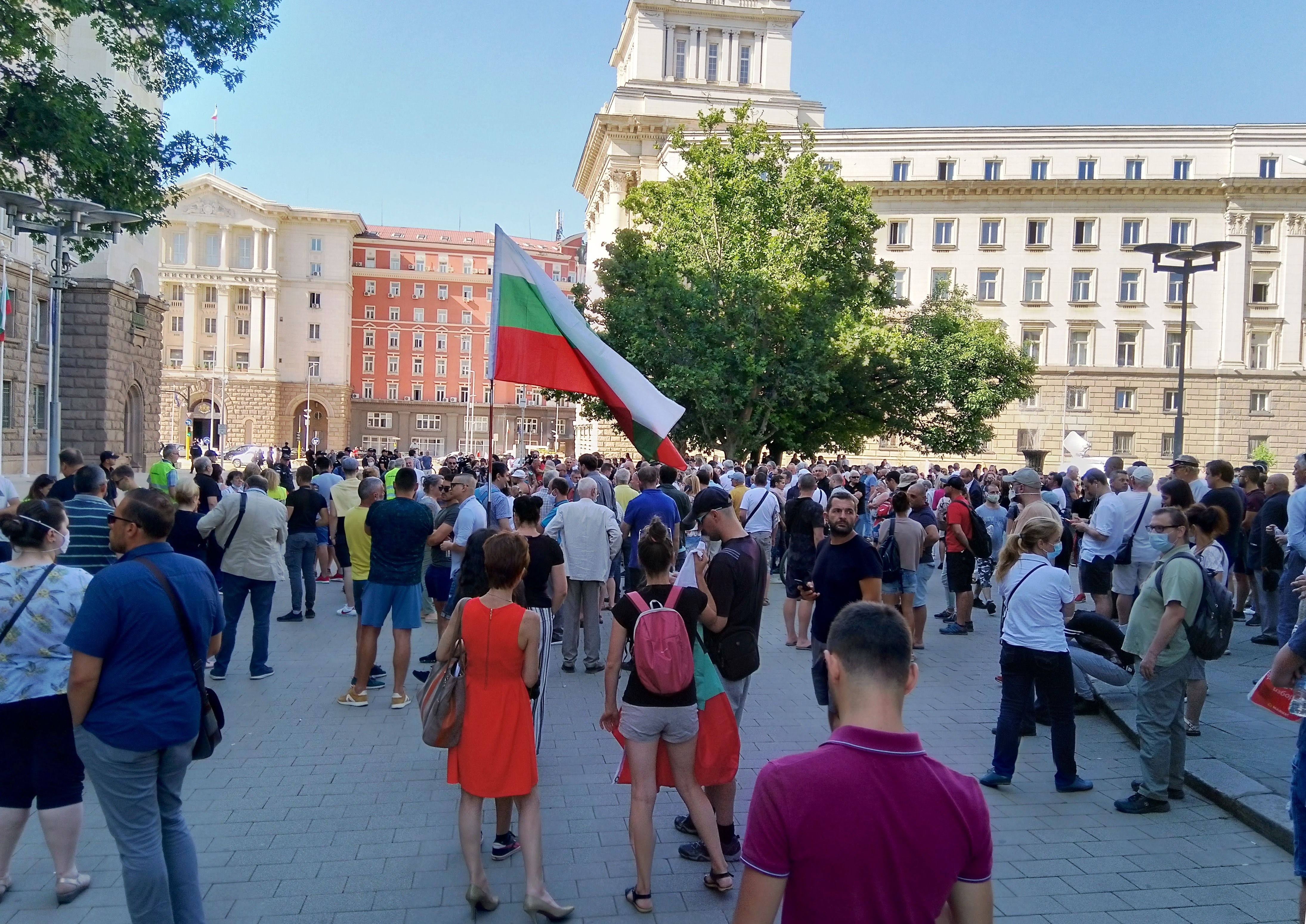
Первый день антиправительственных протестов 2020 года

Акции протеста начались 9 июля 2020 года. Демонстранты объявили своей целью отставку кабинета Борисова и генерального прокурора Ивана Гешева. Несмотря на пандемию Covid-19, сотни тысяч людей по всей стране присоединились к протестам. Их поддержал президент Румен Радев, который призвал к изгнанию мафии из исполнительной власти и прокуратуры, потребовал от государств-членов ЕС выразить позицию по ситуации в стране, перераставшей в конституционный кризис. Партия ГЕРБ организовала контрпротест в поддержку кабинета министров, для чего организованные протестующие были доставлены со всей страны на автобусах. Контр-митинг проходил в непосредственной близости от протестов, что создало условия для массовых беспорядков. Некоторые протестующие применили насилие к участникам митинга, правоохранительные органы в ответ задержали некоторых демонстрантов. Произошли столкновения с полицией, в ходе которых появились раненые. Двое демонстрантов были доставлены в больницу после того, как были избиты полицией и впоследствии скованы наручниками в Пирогове. Задержанную девушку жестоко тащили за волосы, а затем её оскорбляла полиция, и эти случаи были скрыты властями. Однако премьер-министр и генеральный прокурор отказались уйти в отставку. Прокуратура и члены правительства выступили против отставки главного прокурора и премьер-министра.
После начала акций протеста возникли сомнения в их объективном освещении BNT . По мнению некоторых аналитиков, генеральный директор СМИ был ставленником Догана и Пеевски. 14 июля председатель парламентского комитета по культуре и СМИ Вежди Рашидов неожиданно предложил внести в закон изменения, продлевающие срок полномочий его генерального директора Эмиля Кошлукова. Это вызвало реакцию группы журналистов, писателей и художников, которые призвали Кошлукова уйти в отставку. Впоследствии начались протесты с требованием его отставки.
15 июля Бойко Борисов потребовал отставки трёх своих министров, Владислава Горанова, Младена Маринова и Эмиля Караниколова, чтобы опровергнуть "предположения о том, что ГЕРБ и эти министры напрямую зависят от ДПС и Деляна Пеевски. Эти министры неофициально считались личными кандидатами Пеевски. Они сами согласились уйти в отставку, но на практике решение было отложено до вынесения вотума недоверия в парламенте.
3 сентября протестующие, недовольные политикой Бойко Борисова, попытались взять штурмом Народное собрание. Примерно 80 человек были ранены, и свыше 200 — арестованы.

## Мнения и критика
На пятый день протестов посольство США в Болгарии выразило свое отношение к ним. Посол заявил, что никто не может стоять выше закона. Согласно европейской версии американского издания Politico, текст не оставляет сомнений в том, что симпатии США на стороне протестующих. На шестой день протестов Еврокомиссия тоже выразила поддержку праву на мирный протест в Болгарии.
По словам немецкого кадрового дипломата Клауса Шраммайера, который работал в Софии и является экспертом по Балканам, Болгария упустила ряд шансов на проведение реформ за последние 30 лет. Он считает, что причинами протестов стали царившие в стране произвол, беззаконие, безысходность и разруха. Они оказались следствием прогнившей системы номенклатуры, сохранившей влияние после 1989 года, частью которой являются олигархи. Шраммайер пессимистично смотрел в будущее, учитывая неудачу предыдущих попыток перемен.
Поддержка правительства Бойко Борисова исходила от Европейской народной партии (ЕНП), членом которой является ГЕРБ, и от самого Манфреда Вебера, который заявил: «Группа ЕНП полностью поддерживает болгарское правительство Бойко Борисова в его усилиях по защите экономики от негативных последствий кризиса COVID-19, в борьбе с коррупцией и в процессе присоединения к зоне евро. Любые политические действия, которые подрывают независимость судебной системы и препятствуют борьбе с коррупцией, поставят под угрозу успех Болгарии в Европе и вернут конкретный прогресс и поддержку Болгарии, которые мы наблюдали в последние годы».
14 июля происходящее прокомментировали Партия европейских социалистов и депутатская группа. Позицию ПЕС в поддержку массовых акций протеста выразил лидер партии Сергей Станишев. В тот же день Ираче Гарсия, председатель группы «Прогрессивный альянс социалистов и демократов» в Европейском парламенте, тоже выразила «полную поддержку тем, кто вышел на улицы Болгарии». Протестующие пользовались полной поддержкой европейских «зеленых». Хотя у них нет болгар в составе парламентской группы в Европейском парламенте, «зелёные» осудили насилие против протестующих и поддержали Зелёное движение — часть коалиции «Демократическая Болгария».

## Галерея

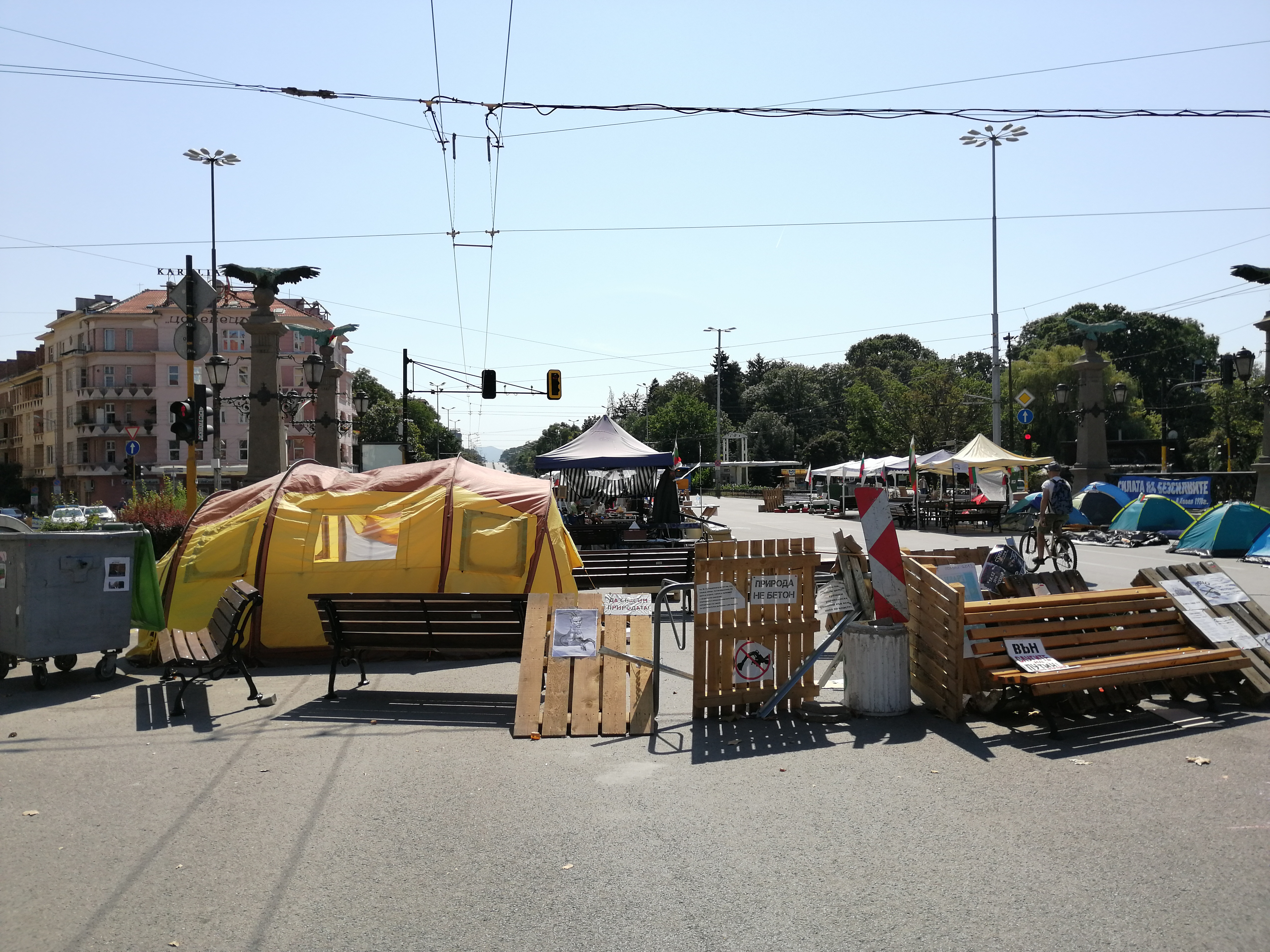
Палаточный лагерь протеста
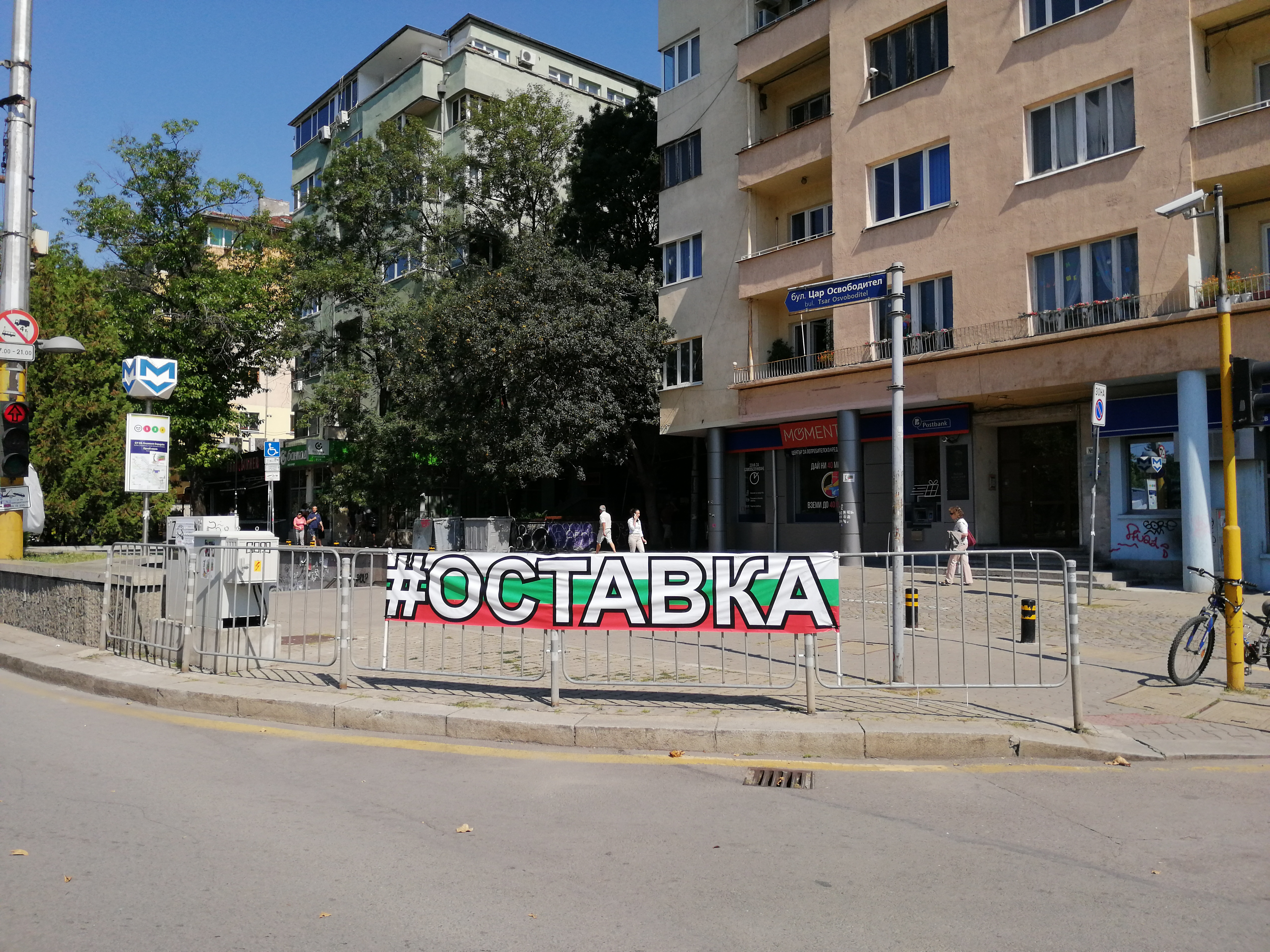
Трехцветный баннер с требованием отставки правительства. Баннер такой же, но значительно меньшего размера, чем тот, который были вывешены митингующими у памятника Шипка.
Листовка, призывающая болгарских граждан к участию в Великом национальном восстании.
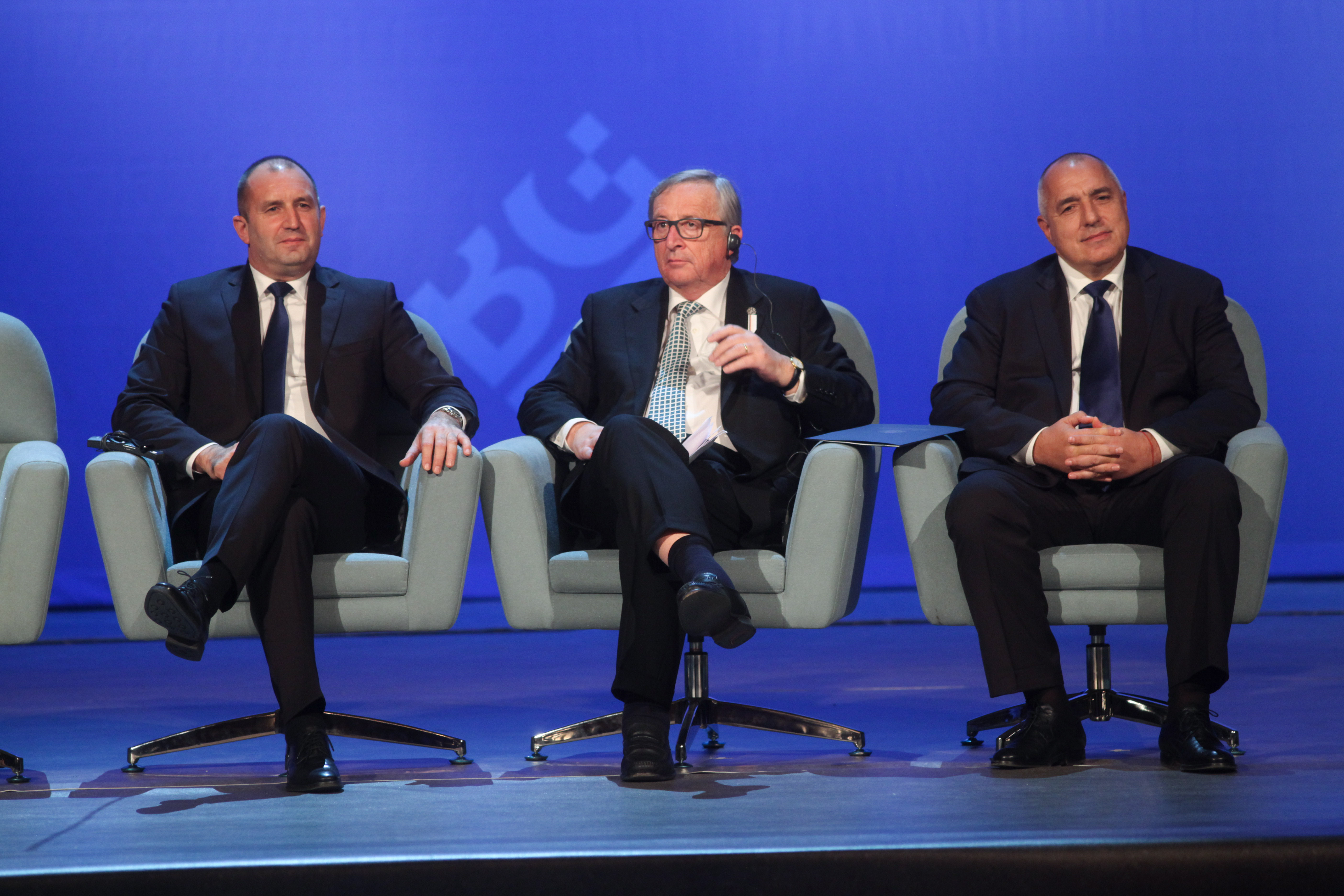
2018 год. Румен Радев (слева), Бойко Борисов (справа). Два болгарских лидера часто публично конфликтуют.

- Кадры столкновений между полицией и антиправительственными силами рано утром 3 сентября.
- 2018 год.
Румен Радев (слева), Бойко Борисов (справа). Два болгарских лидера часто публично конфликтуют.